# Łukasz Kubica
Łukasz Kubica (ur. 22 października 1989 r.) – polski niedowidzący biegacz narciarski, ogrodnik.
Urodził się 22 października 1989 roku z zaburzeniem widzenia. Sportową przygodę rozpoczął w 2015 roku w Wiśle. Ukończył półmaraton w Polsce. Największym jego sukcesem jest siódme miejsce w sztafecie 2 x 2,5 km na mistrzostwach świata w Finsterau w 2017 roku. W 2018 razem z przewodnikiem Wojciechem Suchwałko wystąpił w Zimowych Igrzyskach Paraolimpijskich 2018 w Pjongczangu.
W sezonie 2018/2019 jego przewodnikiem została Ewelina Marcisz.

## Występy na igrzyskach paraolimpijskich
| Miejsce | Dzień    | Rok  | Miejscowość | Konkurencja              | Czas biegu | Strata   | Zwycięzca      |
| ------- | -------- | ---- | ----------- | ------------------------ | ---------- | -------- | -------------- |
| 13.     | 12 marca | 2018 | Pjongczang  | 20 km stylem dowolnym    | 1:01:13,9  | +15:11,5 | Brian McKeever |
| 16.     | 14 marca | 2018 | Pjongczang  | Sprint stylem klasycznym | 4:26,23    | +58,27   | Brian McKeever |
| 12.     | 17 marca | 2018 | Pjongczang  | 10 km stylem klasycznym  | 28:46,3    | +5:28,5  | Brian McKeever |